# Campeonato Capixaba 2017
In 2017 werd het 101ste Campeonato Capixaba gespeeld voor voetbalclubs uit de Braziliaanse staat Espírito Santo. De competitie werd georganiseerd door de FES en werd gespeeld van 28 januari tot 6 mei. Atlético Itapemirim werd kampioen. 

## Eerste fase
| Plaats | Club                | Wed. | W | G | V | Saldo | Ptn. |
| ------ | ------------------- | ---- | - | - | - | ----- | ---- |
| 1.     | Atlético Itapemirim | 9    | 6 | 3 | 0 | 18:6  | 21   |
| 2.     | Doze                | 9    | 6 | 1 | 2 | 15:11 | 19   |
| 3.     | Espírito Santo      | 9    | 3 | 4 | 2 | 10:8  | 13   |
| 4.     | Tupy                | 9    | 3 | 3 | 3 | 9:12  | 12   |
| 5.     | São Mateus          | 9    | 3 | 2 | 4 | 13:14 | 11   |
| 6.     | Vitória             | 9    | 2 | 5 | 2 | 8:10  | 11   |
| 7.     | Real Noroeste       | 9    | 3 | 1 | 5 | 10:14 | 10   |
| 8.     | Desportiva          | 9    | 2 | 4 | 3 | 10:7  | 10   |
| 9.     | Rio Branco          | 9    | 2 | 4 | 3 | 10:13 | 10   |
| 10.    | Linhares            | 9    | 0 | 3 | 6 | 5:13  | 3    |

|  | Geplaatst voor tweede fase |
|  | Degradatie                 |

## Tweede fase
|  | Halve finale        | Halve finale        | Halve finale |   |      | Finale | Finale | Finale |
|  |                     |                     |              |   |      |        |        |        |
|  | Doze                | 0                   | 0            |   |      |        |        |        |
|  | Espírito Santo      | 0                   | 0            |   |      |        |        |        |
|  | Espírito Santo      | 0                   | 0            |   | Doze | 2      | 1      |        |
|  |                     |                     |              |   | Doze | 2      | 1      |        |
|  |                     | Atlético Itapemirim | 2            | 2 |      |        |        |        |
|  | Tupy                | Atlético Itapemirim | 2            | 2 | 0    | 1      |        |        |
|  | Tupy                |                     |              |   | 0    | 1      |        |        |
|  | Atlético Itapemirim | 2                   | 1            |   |      |        |        |        |

Details finale 

Heen
|                |                               |       |                                       |                                                       |
| 29 april 16:30 | Doze                          | 2 – 2 | Atlético Itapemirim                   | Estádio Kleber Andrade, Cariacica Toeschouwers: 1.816 |
| 29 april 16:30 | Marcone 66' Lucas Balbino 79' |       | 89' (own) Marcone 90+2' (pen) Wendell | Estádio Kleber Andrade, Cariacica Toeschouwers: 1.816 |

| Doze | Atlético |

Terug
|             |                               |       |            |                                                             |
| 6 mei 16:30 | Atlético Itapemirim           | 2 – 1 | Doze       | Estádio Sumaré, Cachoeiro de Itapemirim Toeschouwers: 2.680 |
| 6 mei 16:30 | Marcos Felipe 67' Wendell 76' |       | 57' Cássio | Estádio Sumaré, Cachoeiro de Itapemirim Toeschouwers: 2.680 |

| Atlético | Doze |

## Kampioen
| Campeonato Capixaba de 2017             |
| Espírito Santo                          |
| --------------------------------------- |
| ATLÉTICO ITAPEMIRIM Kampioen (1° titel) |